# Ensi (storia antica)
Ensi (in cuneiforme 𒑐𒋼𒋛 (simboli sumerici PA.TE.SI) in lingua sumera ensik cioè sovrano dei terreni agricoli, in accadico iššakkum, era un titolo sumerico che designava un sovrano delle città di Lagash e Umma. L'ensi era considerato il rappresentante della divinità patrona della città. In periodi più tardi, l'ensi sarà invece subordinato ad un lugal. Comunque anche i sovrani potenti della seconda dinastia di Lagash come Gudea furono soddisfatti di mantenere il titolo di ensi.
Non siamo in grado di cogliere adeguatamente le differenze tra i titoli en, ensi e lugal nel Periodo Protodinastico (2800-2350 a.C. ca.). Mario Liverani distingue i tre termini su base etimologica: en significa "gran sacerdote", ensi "fattore del dio" e lugal "uomo grande"; affermando "I tre termini non sono equivalenti né per le implicazioni ideologiche né per le valenze politiche. Il primo di essi sottolinea la continuità e origine del potere regio dall'ambiente templare in cui ha trovato la sua prima formulazione; il secondo sottolinea un ruolo di dipendenza, o meglio di amministrazione fiduciaria del dinasta nei confronti del dio cittadino; il terzo dà risalto alle doti propriamente umane".
Durante la terza dinastia di Ur (circa dal 2100 al 2000 a.c.) ensi era il titolo dei governatori provinciali del regno. Questi funzionari avevano ampi poteri in materia di governo, tasse e giurisdizione, ma erano supervisionati, incaricati e dismessi dal lugal di Ur. Sebbena la carica potesse essere ereditata, tutti gli ensi dovevano essere confermati dal lugal. Non era loro permesso di intervenire negli affari esteri e nella gestione della guerra.
Nella città stato di Assur, il sovrano ereditario era definito con il corrispettivo in lingua accadica dell'ensi, cioè l'iššakkum, mentre la divinità patrona della città era definita šarrum, 're'.